# スレブレニツァ
スレブレニツァ（セルビア語:Сребреница、ボスニア語:Srebrenica、クロアチア語:Srebrenica、IPA: /srɛbrɛnitsa/）あるいはスレブレニッツァはボスニア・ヘルツェゴビナの町、およびそれを中心とする基礎自治体。ボスニア・ヘルツェゴビナを構成する構成体のうち、スルプスカ共和国に属する。スレブレニツァは塩の採掘と温泉を産業の中心とする小さな町である。ボスニア・ヘルツェゴビナ紛争のなかで、ボシュニャク人の住民が大量殺害されるスレブレニツァの虐殺が起こった。2007年3月、スレブレニツァ市議会はスルプスカ共和国からの分離を求める決議案を採択した。セルビア系の議員は採決を棄権した。スレブレニツァ市にはスレブレニツァの町を含む集落ごとの19の地区に分かれている。

## 経済
1992年以前は、町には精錬所があり、鉛、亜鉛、金などの採掘が行われていた。町の名前「スレブレニツァ」は「銀鉱山」を意味しており、町のラテン語の古名アルゲンタリア（Argentaria）も同様である。

## 歴史
最古の典拠によれば、スレブレニツァは1376年には西バルカンでは、とくにこの地域の銀鉱を基盤とした重要な交易的中心であった。現存する原鉱はすでにローマ帝国時代から知られ、ドマヴィア（Domavia）の集落が鉱山の近くに存在した。スレブレニツァが最初に言及された時、ラグーサ共和国の多くの交易地が設立され、海路での銀の輸出や国内での銀取引のため管理されており、それらはラグーサ港（ドゥブロヴニク港）を経由していた。
14世紀の間、多くのドイツ人鉱員たちが、スレブレニツァに移動してきている。1420年代中頃、ボスニア王国の国王トヴルトゥコ2世の軍が町の支配を得るために戦うが、オスマン帝国皇帝によって1440年に
征服される。フランシスコ会修道院はモスクに変わるが、多くのラグーサやサクソン人のカトリック教徒のイスラム教への改宗は他の地域の町より遅かった。オスマン帝国の支配によって、カトリック人口が減るとスレブレニツァのラグーサ共和国に対する経済的重要度は減少していった。

## スレブレニツァの虐殺
1992年から1995年にかけてのボスニア・ヘルツェゴビナ紛争において、ムラディッチ率いるセルビア人勢力が「ボシュニャク人の武装グループがセルビア人居住区のブラトゥナッツを攻撃し、多数のセルビア人犠牲者が出たため、セルビア人に対する虐殺への報復を行う」として多くの住人が虐殺された（しかし1999年の国連事務総長のレポートにおいて、この主張を裏付ける証拠はないとされている）。
この地域は国連が保護する安全地帯とされ、オランダ軍で編成された国連保護軍が派遣されていたが、兵力は最大で約700名とセルビア人勢力に対してはほとんど抵抗できず（明石旧ユーゴ問題担当・国際連合事務総長特別代表は旧ユーゴ地域全体で3万人の増派を要請していたが、国連安保理はその約1/4の7,600名の増派しか認めなかった）、あまつさえ一部の兵士が奪われた軍服などの装備が更なる虐殺に利用されてしまう。国連軍内部の足並みの乱れから空爆等の支援も有効に行われず、国連軍の目の前で虐殺が行われることを許す結果となった。
この虐殺に関して国連が1999年にまとめた報告書には、「国連加盟国および国連保護軍の間における情報共有に失敗した。このような意思決定の難しさが国連の平和維持活動の弱点である」と分析している。
スレブレニツァの虐殺は旧ユーゴスラビア国際戦犯法廷でも取り上げられた。スルプスカ共和国政府はこの事実を認め、謝罪を行った。
2010年3月31日には、セルビア議会も虐殺を認め、非難する決議を採択した。

## 人口動態
2005年現在、スレブレニツァ市にはおよそ4,000人のボシュニャク人が居住しているとみられている。
| 調査年 | 合計     | ボシュニャク人    | セルビア人        | クロアチア人  | ユーゴスラビア人 | その他      |
| ------ | -------- | ----------------- | ----------------- | ------------- | ---------------- | ----------- |
| 1991年 | 36,666人 | 27,572人 (75.19%) | 8,315人 (22.67%)  | 38人 (0.10%)  | 380人 (1.03%)    | 361 (0.98%) |
| 1981年 | 36,292人 | 24,930人 (68.69%) | 10,294人 (28.36%) | 80人 (0.22%)  | 602人 (1.65%)    | 386 (1.06%) |
| 1971年 | 33,357人 | 20,968人 (62.85%) | 11,918人 (35.72%) | 109人 (0.32%) | 121人 (0.36%)    | 241 (0.72%) |
| 1931年 | 35,210人 | 49.2%             | 50.5%             | -             | -                | 0.3%        |

## 日本からの支援
2006から2011年にかけ、JICAを通じて、スレブレニツァ市および周辺地域の農業生産基盤の回復や、紛争により壊され放置されていた飲用兼農業用水道の整備等に対する支援が行われた。

## 出身者
- ナセル・オリッチ - 軍人
- ミアサド・ベクティック - 格闘家

## ギャラリー

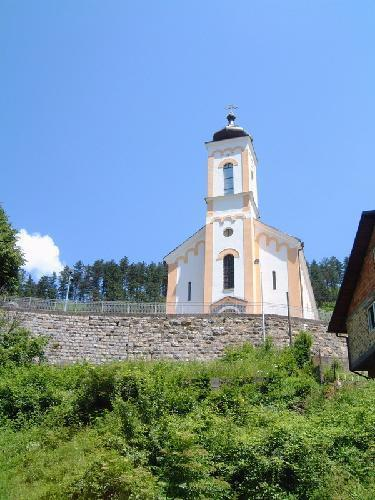
正教会の教会堂
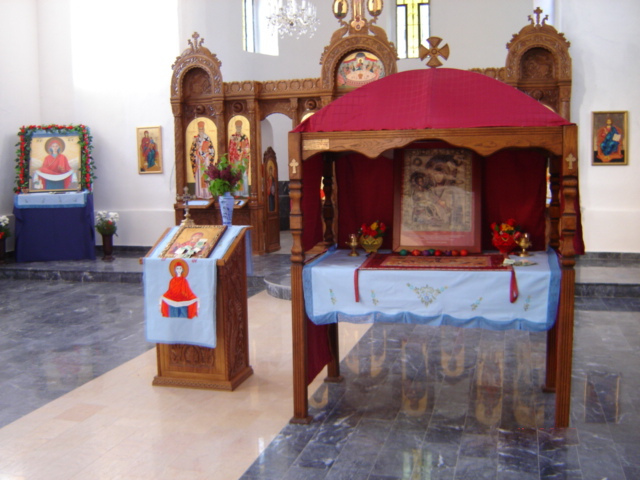
教会堂内部
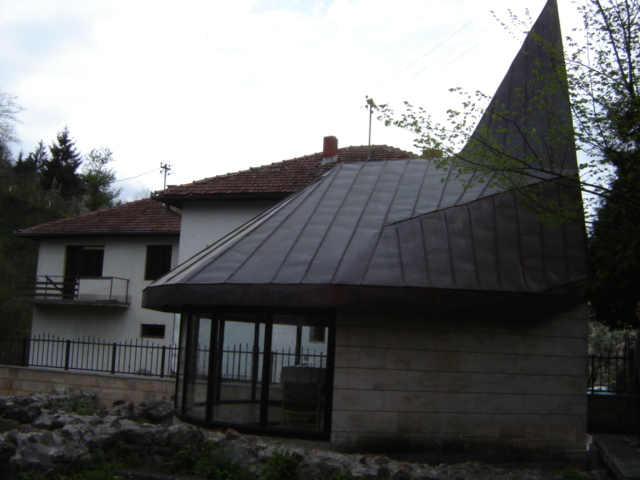
カトリック教会の礼拝堂
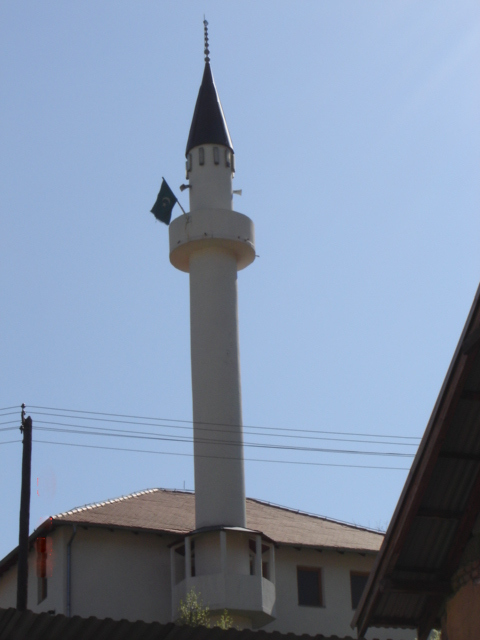
ミナレットのたったモスク
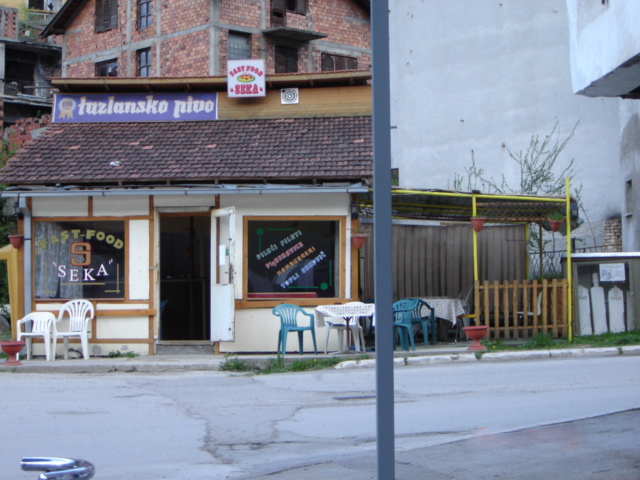
セカ・ファストフード店。紛争以前はモスクがあった。写真右隅には墓石がある。
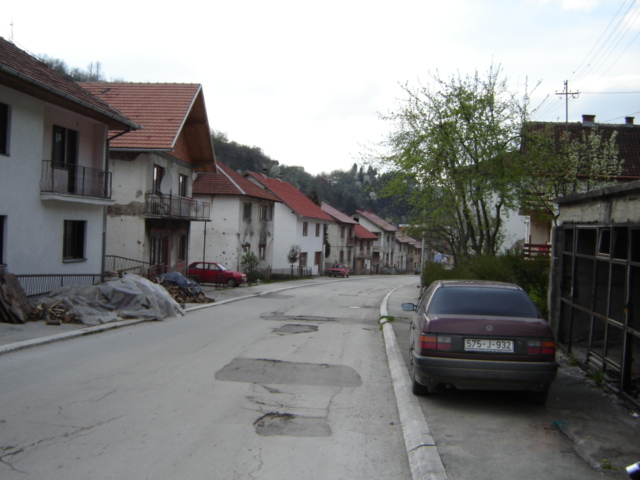
メイン・ストリート（西向き）
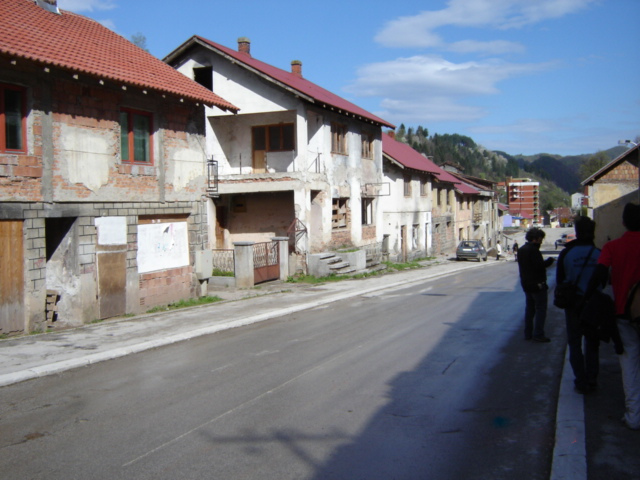
メイン・ストリート（西から中央方向を撮影）
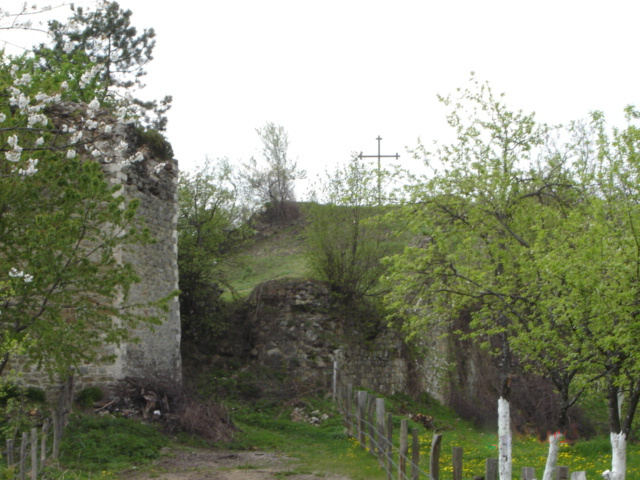
旧市街スタリ・グラド（Stari Grad）
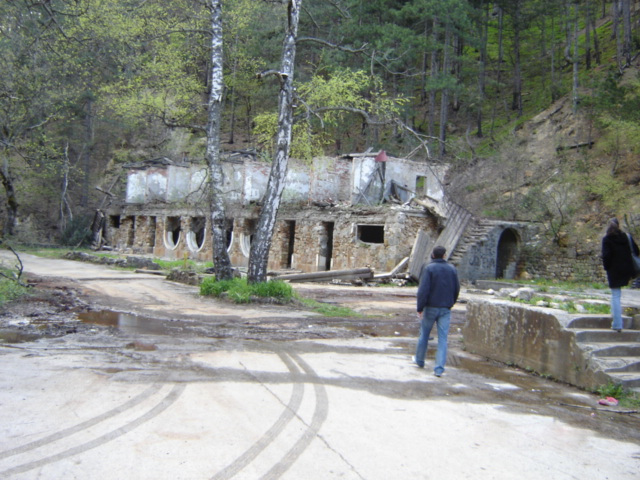
グベル（Guber）山温泉施設の廃墟
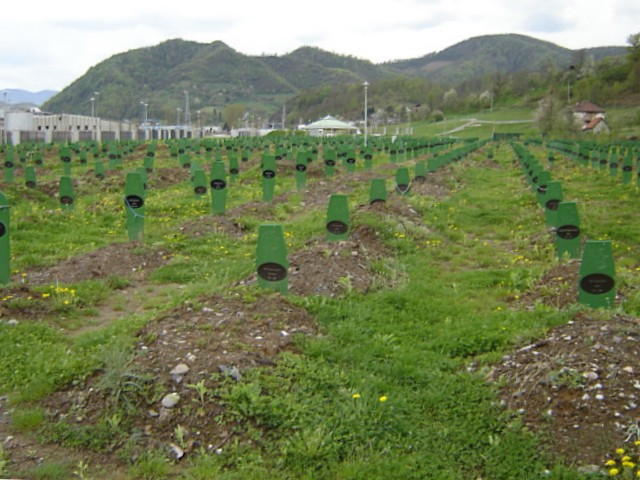
スレブレニツァ虐殺記念館